# عقد 570
عقد 570 هو عقد امتد بين 1 يناير 570 و31 ديسمبر 579 بحسب التقويم الميلادي. سبقه عقد 560 ولحقه عقد 580.

## أحداث
- معركة ديرهام (577)

## مواليد
- سعد بن عبيد (575)
- يوحنا السلمي (579)
- طالب بن أبي طالب (571)
- عثمان بن عفان (574)
- أم هانئ بنت أبي طالب (576)
- محمد (570)
- الخنساء (575)
- عمرو بن العاص (573)
- بونيفاس الخامس (575)
- أغاثو (574)
- ساويرا سابوخت (575)

## وفيات
- فاطمة بنت عمرو (576)
- يوحنا الثالث (574)
- سيف بن ذي يزن (574)
- غارمول (578)
- حاتم الطائي (578)
- كليف ملك اللومبارد (574)
- غيلداس (570)
- بطرس الرابع (576)
- جستين الثاني (578)
- آمنة بنت وهب (577)
- ألبوين ملك اللومبارد (572)

## كتب
- Yves Denis Papin (1998). Chronologie de l'histoire ancienne. Lieu de publication non identifié: Éditions Jean-paul Gisserot. ISBN:2-87747-346-5. OCLC:40746926. مؤرشف من الأصل في 2022-03-16.
- موسوعة حضارة العالم (2002) لأحمد محمد عوف.

## روابط خارجية
- تصفح سنة بسنة عقد 570 على موقع onthisday.com
- تصفح سنة بسنة عقد 570 ابتداءً من سنة عقد 570 على موقع المكتبة الوطنية الفرنسية